# Dødsannonce
En dødsannonce er en annonce i en avis, der har til formål at meddele offentligheden et dødsfald samt eventuelt datoen for bisættelse eller begravelse.
Dødsannoncer indrykkes både før og efter bisættelsen eller begravelsen, afhængigt af om de pårørende ønsker opmærksomhed om højtideligheden.
Modsat nekrologer indrykkes dødsannoncer, der også er placeret på avisens navnesider, kun mod betaling. Aviserne takserer prisen ud fra annoncens størrelse, men den kan også afhænge af farve- eller weekendtillæg. En dobbelt spalte dødsannonce er ofte dyrere end en enkelt spalte dødsannonce.
I de fleste tilfælde indrykkes dødsannoncer via et serviceorgan som fx en bedemand eller et annoncebureau, der hjælper med at få dødsannoncen trykt i avisen.
Dødsannoncer varierer i udformning fra avis til avis, idet de som oftest følger avisens øvrige typografi. De er oftest sat med en serif-type, ligesom der i mange dødsannoncer optræder et kors eller en anden vignet som hjerte, rose, fugl eller symbolet for tro, håb og kærlighed). Selve annoncen er i udlandet indrammet af en sort kant, mens danske dødsannoncer er mere diskrete. I annoncen fremgår ofte fødselsår, dødsdag og navnene på de pårørende. Undertiden nævnes afdødes stilling, og nogle annoncer indeholder et vers eller et citat. "Eventuelle pårørende" efterlyses ofte.